# Censimento del Regno Unito del 2001
Il censimento del Regno Unito del 2001 fu il ventesimo censimento condotto nel Regno Unito. Fu indetto il 29 aprile 2001. Determinò che la popolazione residente era composta da 58.789.194 persone.
Venne organizzato dall'Office for National Statistics (ONS) in Inghilterra e Galles, dal General Register Office for Scotland (GROS) e dalla Northern Ireland Statistics and Research Agency (NISRA).

## Religione
Le percentuali di affiliazione religiosa furono le seguenti:
- Cristiani: 72.0%
- Musulmani: 3%
- Hindu: 1%
- Sikh: 0.6%
- Ebrei: 0.5%
- Buddhisti: 0.3%
- Altre religioni: 0.3%

Il 15% si dichiarò non religioso, mentre l'8% non rispose alla domanda.